# Криволінійний інтеграл
Криволіні́́йний інтегра́л — узагальнення визначеного інтеграла на випадок, коли областю інтегрування є деяка крива.

## Криволінійний інтеграл I роду
Нехай на площині Oxy задана неперервна крива AB довжини l. Роздивимось неперервну функцію f(x;y), задану в точках дуги AB. Розіб'ємо криву AB точками M0=A, M1, M2,…, Mn=B на n довільних дуг Mi-1Mi з довжинами відповідно Δli (i=1; 2;…; n).
Виберемо на кожній дузі Mi-1Mi довільну точку (xi; yi) і складемо суму
{\displaystyle \sum _{i=1}^{n}f(x_{i};y_{i})\Delta l_{i}}.
Її називають інтегральною сумою для функції f(x;y) по кривій AB.
Нехай {\displaystyle \lambda =\max \Delta l_{i},1\leq i\leq n} — найбільша із довжин дуг поділу. Якщо {\displaystyle \lambda \rightarrow 0} ({\displaystyle n\rightarrow \infty }) існує скінченна границя інтегральних сум, то її називають криволінійним інтегралом від функції f(x;y) по довжині кривої AB, або криволінійним інтегралом I роду від функції f(x;y) по кривій AB і позначають
{\displaystyle \int _{AB}f(x;y)\,dl} або {\displaystyle \int _{L}f(x;y)\,dl}.
Таким чином, за означенням
{\displaystyle \int _{AB}f(x;y)\,dl=\lim _{n\to \infty }\sum _{i=1}^{n}f(x_{i};y_{i})\Delta l_{i}}.

### Теорема про існування криволінійного інтеграла I роду
Якщо функція {\displaystyle f(x;y)} неперервна в кожній точці гладкої кривої (в кожній точці {\displaystyle (x;y)\in L} існує дотична до даної кривої і її положення неперервно змінюється при переміщенні точки по кривій), то криволінійний інтеграл I роду існує і його величина не залежить ні від способу розбиття кривої на частини, ні від вибору точок на них.

### Властивості криволінійного інтеграла I роду
{\displaystyle 1}. {\displaystyle \int _{AB}f(x;y)\,dl=\int _{BA}f(x;y)\,dl}, тобто криволінійний інтеграл I роду не залежить від напрямку інтегрування.

{\displaystyle 2}. {\displaystyle \int _{L}c\cdot f(x;y)\,dl=c\cdot \int _{L}f(x;y)\,dl,c=const}, тобто сталий множник можна виносити за знак інтеграла.

{\displaystyle 3}. {\displaystyle \int _{L}(f_{1}(x;y)\pm f_{2}(x;y))\,dl=\int _{L}f_{1}(x;y)\,dl\pm \int _{L}f_{2}(x;y)\,dl}, тобто інтеграл суми (різниці) дорівнює сумі (різниці) інтегралів.

{\displaystyle 4}. {\displaystyle \int _{L}f(x;y)\,dl=\int _{L_{1}}f(x;y)\,dl+\int _{L_{2}}f(x;y)\,dl}, якщо шлях інтегрування {\displaystyle L} розбито на частини {\displaystyle L_{1}} і {\displaystyle L_{2}} такі, що {\displaystyle L=L_{1}\bigcup L_{2}} і {\displaystyle L_{1}} та {\displaystyle L_{2}} мають єдину спільну точку.

{\displaystyle 5}. Якщо для точок кривої {\displaystyle L} виконується нерівність {\displaystyle f_{1}(x;y)\leq f_{2}(x;y)}, то {\displaystyle \int _{L}f_{1}(x;y)\,dl\leq \int _{L}f_{2}(x;y)\,dl}

{\displaystyle 6}. {\displaystyle \int _{AB}\,dl=\lim _{n\to \infty }\sum _{i=1}^{n}\Delta l_{i}=l}, де {\displaystyle l} — довжина кривої {\displaystyle AB}.

{\displaystyle 7}. Якщо функція {\displaystyle f(x;y)} неперервна на кривій {\displaystyle AB}, то на цій кривій знайдеться точка {\displaystyle (x_{c};y_{c})} така, що {\displaystyle \int _{AB}f(x;y)\,dl=f(x_{c};y_{c})\cdot l} (теорема про середнє).

### Обчислення криволінійного інтеграла I роду

#### Параметричне задання кривої інтегрування
Нехай в тривимірному просторі задана гладка дуга {\displaystyle AB} в параметричному вигляді:
{\displaystyle L={\breve {AB}}={\begin{cases}x=x(t)\\y=y(t)\\z=z(t)\end{cases}}\alpha \ \leq \ t\leq \ \beta \ },
тобто {\displaystyle x(t)}, {\displaystyle y(t)}, {\displaystyle z(t)} є неперервними на {\displaystyle [\alpha ;\beta ]}. То криволінійний інтеграл 1 роду по даній кривій:
{\displaystyle \int _{L}^{}f(x,y,z)\,dl=\int _{\alpha \ }^{\beta \ }f(x(t),y(t),z(t)){\sqrt {(x'(t))^{2}+(y'(t))^{2}+(z'(t))^{2}}}\,dt}
Для двовимірного випадку:
{\displaystyle \int _{L}^{}f(x,y)\,dl=\int _{\alpha \ }^{\beta \ }f(x(t),y(t)){\sqrt {(x'(t))^{2}+(y'(t))^{2}}}\,dt}

#### Явне задання кривої інтегрування
Явне задання кривої: {\displaystyle y=y(x)}, {\displaystyle x\in [a,b]}: {\displaystyle \int _{L}^{}f(x,y)dl=\int _{a}^{b}f(x,y(x)){\sqrt {1+(y'(x))^{2}}}dx}

#### Полярне задання кривої інтегрування
Нехай в полярній системі координат крива задана функцією
{\displaystyle \rho \ =\rho \ (\phi \ ),\phi _{1}\ \leq \ \phi \ \leq \ \phi _{2}\ }
То криволінійний інтеграл 1-го роду по даній кривій:
{\displaystyle \int _{L}^{}f(x,y)\,dl=\int _{\phi _{1}\ }^{\phi _{2}\ }f(\rho \ (\phi \ )cos\phi \ ,\rho \ (\phi \ )sin\phi \ ){\sqrt {\rho ^{2}\ +(\rho \ '(\phi \ ))^{2}}}\,d\phi \ }

## Криволінійний інтеграл II роду
Нехай на площині Oxy задана неперервна крива AB довжини і функція P(x;y), визначена в кожній точці кривої. Розіб'ємо криву AB точками M0=A, M1, M2,…, Mn=B в напрямі від точки A до точки B на n довільних дуг Mi-1Mi з довжинами відповідно Δli (i=1; 2;…; n).
Виберемо на кожній елементарній дузі Mi-1Mi довільну точку (xi; yi) і складемо суму
{\displaystyle \sum _{i=1}^{n}P(x_{i};y_{i})\Delta x_{i}},

де {\displaystyle \Delta x_{i}-x_{i-1}} — проєкція дуги Mi-1Mi на вісь Ox.
Таку суму називають інтегральною сумою для функції P(x;y) по змінній x.
Нехай {\displaystyle \lambda =\max \Delta l_{i},1\leq i\leq n} — найбільша із довжин дуг поділу. Якщо {\displaystyle \lambda \rightarrow 0} ({\displaystyle n\rightarrow \infty }) і існує скінченна границя інтегральних сум, що не залежить від способу розбиття кривої AB і вибору точок (xi;yi), то її називають криволінійним інтегралом по координаті x (або II роду) від функції P(x;y) по кривій AB і позначають

{\displaystyle \int _{AB}P(x;y)\,dl} або {\displaystyle \int _{L}P(x;y)\,dl}.
Таким чином, за означенням
{\displaystyle \int _{AB}P(x;y)\,dx=\lim _{n\to \infty }\sum _{i=1}^{n}P(x_{i};y_{i})\Delta x_{i}}.
Аналогічно виводиться інтеграл від функції Q(x;y) по координаті y:

{\displaystyle \int _{AB}Q(x;y)\,dy=\lim _{n\to \infty }\sum _{i=1}^{n}Q(x_{i};y_{i})\Delta y_{i}},
де {\displaystyle \Delta y_{i}} — проєкція дуги Mi-1Mi на вісь Oy.
Криволінійний інтеграл II роду в загальному вигляді на площині:
{\displaystyle \int _{AB}P(x;y)\,dx+Q(x;y)\,dy=\int _{AB}P(x;y)\,dx+\int _{AB}Q(x;y)\,dy}

Криволінійний інтеграл II роду по кривій в тривимірному просторі визначається аналогічно:
{\displaystyle \int _{AB}P(x;y;z)\,dx+Q(x;y;z)\,dy+R(x;y;z)\,dz}